# Mästocka ljunghed
Mästocka ljunghed är ett naturreservat i Veinge socken i Laholms kommun i Halland. Reservatet omringar Björsjö som dock inte ingår i detsamma.
Området består dels av öppen ljunghed på kuperad mark och dels ett flackare område med fukthed och fuktängar. Området är skyddat sedan 1978 och är beläget nära orten Mästocka. Genom området passerar Hallandsleden. 2017 utvidgades reservatet från 71 hektar till cirka 156 hektar. De 85 nya hektaren bestod av kalhyggen uppkomna efter slutavverkning av granplantager.
I mitten av 1800-talet täckte ljunghedar nära en tredjedel av Hallands yta. Dessa hade uppkommit genom omfattande skogsskövling och överutnyttjande av marken och användes som betesmark. Idag är det mesta av ljunghedarna borta. Flertalet ljunghedar har under 1900-talet planterats med skog eller omvandlats till åkermark och det har därmed skapats ett landskap som skiljer sig kraftigt från hur det såg ut på många håll i Halland, västra Småland och norra Skåne under 1800-talet.

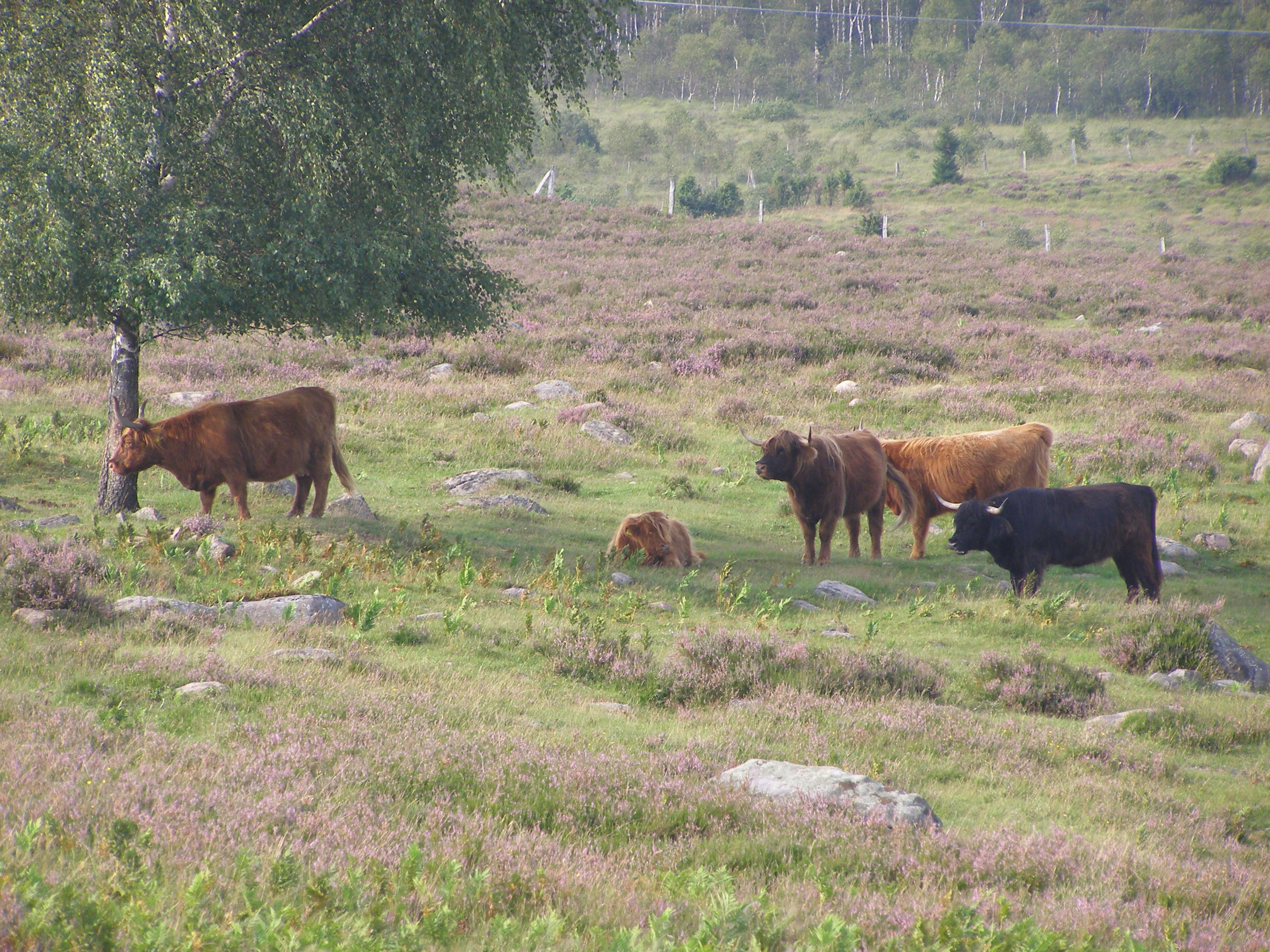
Skotsk höglandsboskap på Mästocka ljunghed

Mästocka ljunghed har bevarats och hållits öppen genom regelbunden bränning ungefär vart sjunde år. Dessutom betar här året om kor av rasen skotsk höglandsboskap. Heden har en rik flora och fauna, utöver ljung växer här bland annat mosippa och Hallands landskapsblomma hårginst.